# Estação Franklin
A Estação Franklin é uma das estações do Metrô de Santiago, situada em Santiago, entre a Estação Rondizzoni e a Estação El Llano, a Estação Pedro Aguirre Cerda  a Estaçao Bío-Bío. Faz parte da Linha 2 e da Linha 6.
Foi inaugurada em 31 de março de 1978. Localiza-se no cruzamento da Rua Placer com a Rua Nataniel Cox. Atende as comunas de San Miguel e Santiago.